# Jean-Baptiste Boyer

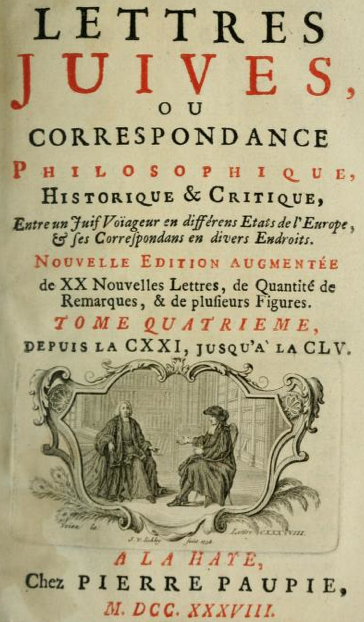
Lettres Juives v.4 (The Hague: Pierre Paupie, 1738)

Jean-Baptiste de Boyer, marquis d'Argens, (Aix-en-Provence, 24 juni 1704 - Toulon, 11 januari 1771) was een Frans schrijver tijdens de Vroege Verlichting. Hij was een geboren rebel en schreef de populaire brievenroman Lettres juives (1736), waarin hij verschillende Europese regeringsvormen vergeleek. Hij was waarschijnlijk de auteur van de anoniem verschenen roman Thérèse philosophe (1749), waarin het Spinozisme werd uitgelegd in een erotische sfeer. D'Argens werd beïnvloed door het werk van Pierre Bayle en Spinoza.

## Biografie

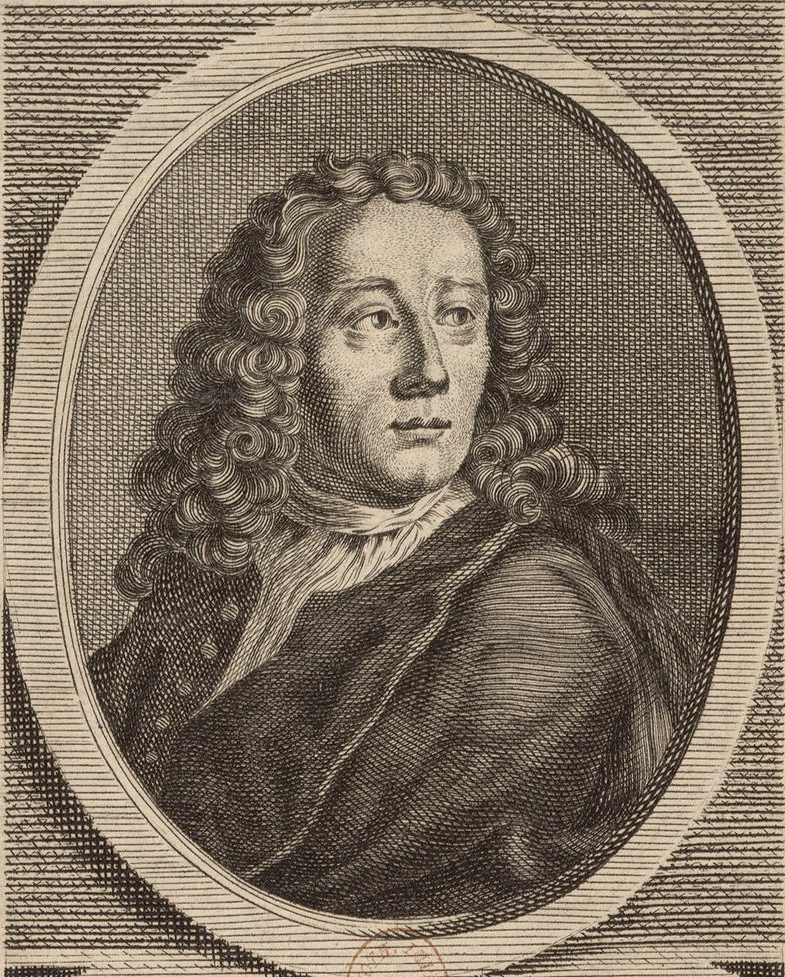
Marquis d'Argens (Kupferstich von Jakob van der Schley (1715–1779) nach Theodor van Pee (1668–1746), 1738. Porträtkupfer aus Bd. 1 der Lettres juives ou Correspondance philosophique, historique et critique entre un juif voïageur en différens États de l'Europe, et ses correspondans en divers endroits. Nouvelle. Edition. La Haye: Paupie, 1738.)

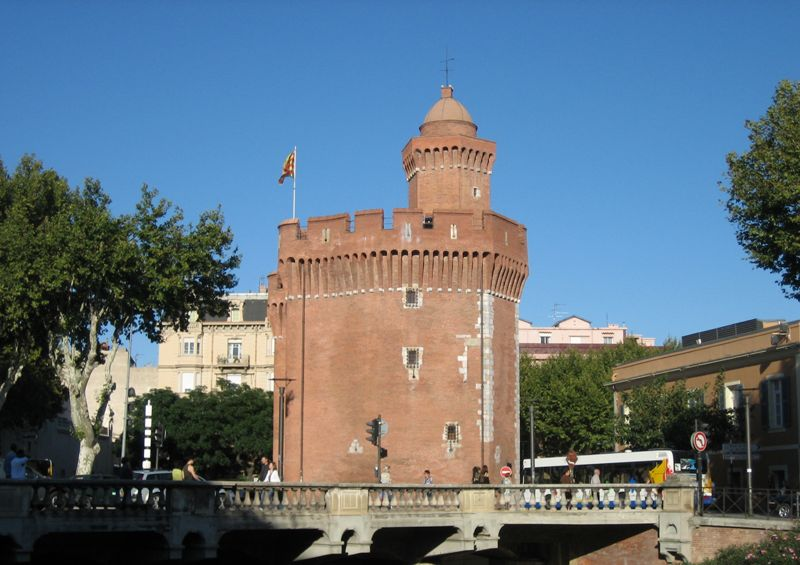
Castillet van Perpignan

D'Argens was afkomstig uit een Provençaalse familie van juristen. In 1722 vlucht hij met een actrice naar Spanje om daar te trouwen. In Barcelona werd hij herkend en gearresteerd om in Perpignan opgesloten te worden in de citadel.
In 1724 reisde hij in gezelschap van de Franse ambassadeur naar Ibiza, Algiers, Tripoli, Candia en Constantinopel, waar hij enkele weken lang verbleef. In 1728 vertrok hij naar Parijs; het jaar daarop naar Rome. Terug in Frankrijk raakte hij geïnteresseerd in proces tegen een vrouw, die door haar biechtvader zwanger was gemaakt. Half Europa volgde het proces, maar Jean-Baptiste Girard werd vrijgesproken. Vervolgens begon hij aan een militaire loopbaan, die in 1734 eindigde na een val van het paard.

## Nederland
Hij kwam hij naar Nederland en woonde in Den Haag, in de omgeving van Amsterdam, Utrecht, Maarssen en Maastricht. Al in 1735 publiceerde hij zijn "Mémoires" en werd op slag beroemd, en schatrijk. In 1736 werd hij door zijn vader onterfd. Hij begon een correspondentie met Voltaire, vanwege een passage tegen Jean-Jacques Rousseau in zijn Lettres juives. Als Voltaire naar Holland komt, brengt hij hem in contact met Antoine François Prévost. In 1739 kwam zijn broer naar Den Haag, en werd de familieruzie bijgelegd.

## Potsdam

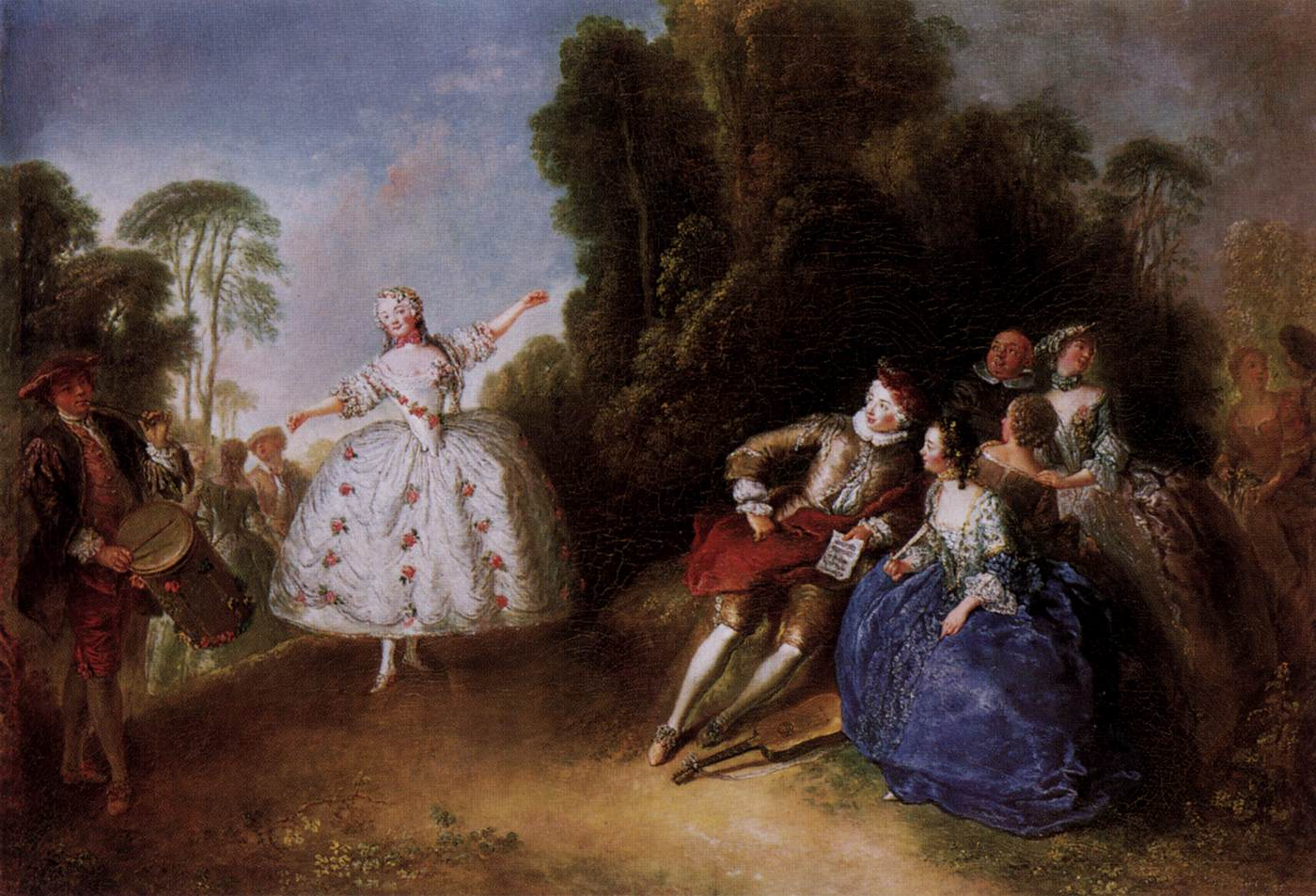
De danseres Marianne Couchois, de schoonzus van D'Argens

In 1740 bevond hij zich in Stuttgart en trad in dienst van Maria Augusta von Thurn und Taxis. In mei 1741 werd hij samen met de weduwe en haar drie kinderen uitgenodigd door Frederik de Grote om naar Potsdam te komen. Haar kinderen zouden worden opgevoed aan het hof. D'Argens brak met de hertogin, die naar het schijnt de hele dag in bed lag, en champagne of Hongaarse Tokaj dronk. Frederik gaf hem een uitkering en benoemde hem tot kamerheer. D'Argens was betrokken bij het entertainment in het paleis en de heroprichting van de Pruisische Academie van Wetenschappen. D'Argens hield al na een keer op met het schrijven van komedies, toen bleek dat iedereen in het gezelschap zat te gapen. In 1747 trouwde hij met de actrice Babette Couchois. Hij reisde naar Parijs om handwerkslieden te arrangeren en in augustus 1751 was hij weer terug op Sanssouci, waar geen vrouwen werden getolereerd, mannen de was deden en bedden opmaakten.

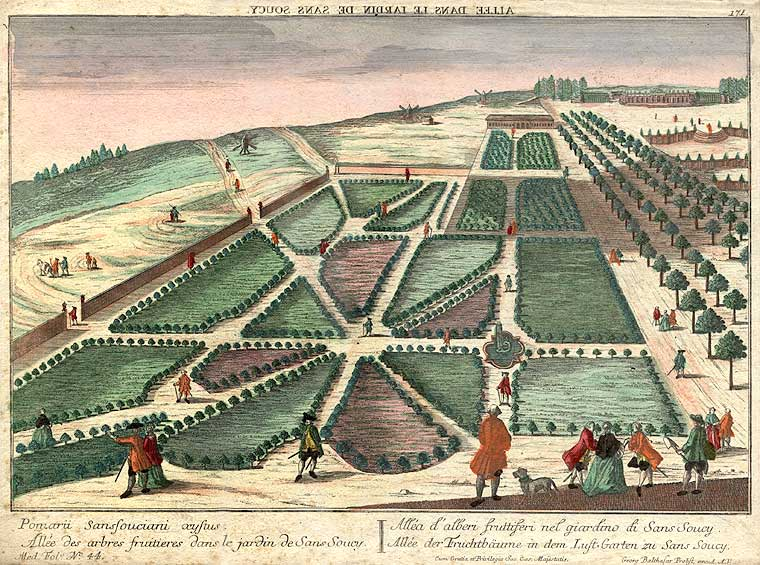
De tuin van Sanssouci

D'Argens woonde aanvankelijk in het Stadtschloss Potsdam en tegenover Sanssouci, maar tijdens de Zevenjarige Oorlog had hij toestemming gebruik te maken van alle vorstelijke paleizen en verblijfen; Gedurende de Zevenjarige Oorlog onderhielden de beide mannen een uitgebreide correspondentie. Frederik noemde hem zijn enige vriend. D'Argens werd het hoofd van de geheime dienst en publiceerde de propaganda tegen de Oostenrijkers. In 1759 was Frederik zwaar in de problemen geraakt na de Slag bij Kunersdorf. Frederik gaf D'Argens de opdracht een grafschrift te bedenken en een schip naar Jamaica in gereedheid te brengen voor hemzelf. D'Argens vluchtte naar Wolfenbüttel en herinnerde hem aan Julius Caesar, Turenne en de prins van Condé, die eveneens nederlagen hadden moeten verwerken. Toen de Oostenrijkers en de Russen zich om logistieke redenen terugtrokken, was Frederik gered. Hij liet nieuwe troepen rekruteren (in veel gevallen nog kinderen, die onder zijn raam haasje-over speelden).
D'Argens was traag, zwaarmoedig en bang voor de dood; Frederik maakte veel grappen over hem, toen hij bijvoorbeeld naar Hamburg ging om pillen te kopen. In 1768 ging hij terug naar Frankrijk toen hij uit de gunst raakte bij Frederik en alle brieven, geschreven door de koning en aan hem gericht terugstuurde. In 1769 kreeg hij bezoek van Casanova in zijn landhuis. In 1770 bezocht hij Voltaire in Ferney.
Hij was bevriend met Voltaire, Francesco Algarotti, Pierre Louis de Maupertuis, Julien Offray de La Mettrie, Leonhard Euler, Samuel Formey, Andreas Sigismund Marggraf, Charles-Louis de Beausobre, Jean-Martin de Prades, Casanova, Friedrich Nicolai en Moses Mendelssohn.

## Nederlandse vertaling
- Libertijnse Thérèse, vertaald door Ernst van Altena, 1981, ISBN 9789065511027

- Bibsys: 90675405
- Biblioteca Nacional de España: XX1191629
- Bibliothèque nationale de France: cb11889073q (data)
- CiNii: DA05948752
- Gemeinsame Normdatei: 11865005X
- International Standard Name Identifier: 0000 0001 0864 2954
- KulturNav: cae24aee-b0cf-4451-99e3-acd33561ca7f
- Library of Congress Control Number: n82036235
- Nationale Bibliotheek van Letland: 000236111
- Bibliotheek van het Japanse parlement: 00431678
- Nationale Bibliotheek van Tsjechië: ola2002144574
- Nationale bibliotheek van Australië: 35007912
- Nationale Bibliotheek van Israël: 987007257857305171
- Nationale Bibliotheek van Polen: a0000001929980
- Nationale en Universitaire bibliotheek Zagreb: 000559009
- Nederlandse Thesaurus van Auteursnamen: 070110573
- Istituto Centrale per il Catalogo Unico: CFIV050490
- LIBRIS: 175861
- SNAC: w6m049mq
- Système universitaire de documentation: 026690063
- Trove: 787764
- Virtual International Authority File: 4925994